# Chrám Rozumu

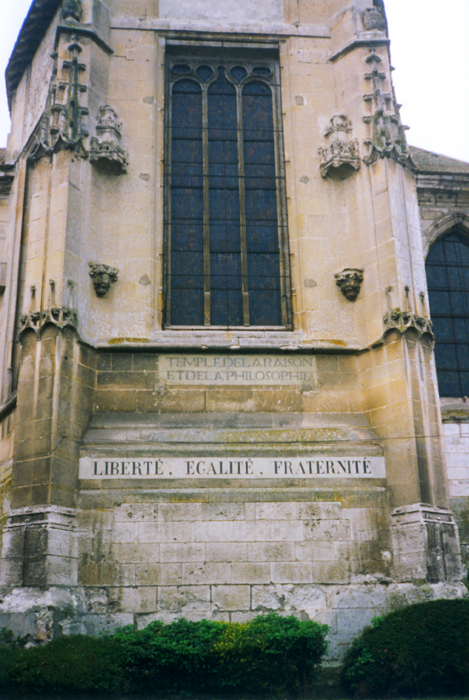
Nápisy Chrám rozumu a filozofie a Liberté, égalité, fraternité na francouzském kostele

Chrám Rozumu (fr. Temple de la Raison) bylo označení kostela určeného pro státní náboženství, které vzniklo v roce 1793 během Velké francouzské revoluce, aby nahradilo křesťanství. Toto nové náboženství vyznávalo kult Rozumu a kult Nejvyšší bytosti. Hlavním strůjcem kultu Nejvyšší bytosti byl Maximilien Robespierre, který byl od července 1793 do července 1794 hlavním vůdcem Výboru pro veřejné blaho. Navrhl, aby proti katolickému náboženství, které bylo zakázáno od roku 1792, ale také proti myšlenkám ateismu, bylo vytvořeno nové náboženství, k čemuž byly využity původní kostely. Z významných kostelů, které byly přeměněny na chrámy Rozumu a Nejvyšší bytosti, to byly:
- Katedrála Notre-Dame v Paříži
- Kostel svatého Sulpicia v Paříži
- Kostel svatého Pavla a Ludvíka v Paříži
- Bazilika Saint-Denis
- Kostel Pařížské Invalidovny
- Kostel svatého Tomáše Akvinského v Paříži
- Pařížský Panthéon
- Katedrála Notre-Dame v Remeši
- Katedrála Saint-Pierre-et-Saint-Paul v Troyes
- Katedrála Notre-Dame v Rouenu
- Kostel Notre-Dame ve Versailles
- Kostel sv. Petra v Caen
- Katedrála Notre-Dame ve Štrasburku
- Bazilika sv. Salvátora v Rennes

Zbývající kostely, které byly prohlášeny za národní majetek a nebyly využity pro nové náboženství, byly přeměněny např. na skladiště nebo byly prodány a přestavěny pro jiné použití. Katolický kult v kostelech obnovil konkordát z roku 1802.